# British Columbia Highway 3A
Der Highway 3A in der Provinz British Columbia, Kanada ist zweigeteilt und stellt alternative Streckenabschnitte zum Highway 3 bereit. Der westliche Abschnitt hat eine Länge von 79 km, der östliche 154 km.

## Westlicher Teilabschnitt
Der westliche Abschnitt beginnt in Keremeos in nördlicher Richtung. Die Strecke führt vorbei an mehreren kleinen Seen. 1 km östlich vom Yellow Lake zweigt eine Straße nach Süden ab, über die das Dominion Radio Astrophysical Observatory erreicht werden kann. Die Straße mündet bei der kleinen Gemeinde Kaleden am Skaha Lake in Highway 97 und führt gemeinsam mit diesem zurück zum Highway 3. In Osoyoos mündet er in den Crowsnest Highway (Highway 3).

## Östlicher Teilabschnitt
In Castlegar startet der östliche Abschnitt des Highways. Er führt nach Norden in die Gemeinde Shoreacres. Von Westen her kommend stößt Highway 6 auf Highway 3A, die kommenden 21 km verlaufen gemeinsam ostwärts. In Nelson trennen sich die Highways wieder, Highway 6 führt nach Süden, Highway 3A folgt dem Kootenay River nach Norden. In Balfour zweigt nach Norden hin Highway 31 ab, dort wird auch Highway 3A durch eine kurze Fährfahrt über den Kootenay Lake unterbrochen. Die Überquerung des Kootenay Lake erfolgt mit der „Kootenay Lake Ferry“, deren Nutzung wie bei allen Inlandsfähren in British Columbia kostenfrei ist. Am östlichen Seeufer folgt der Highway dem See nach Süden hin und endet in Creston wieder am Highway 3.